# Jardín Botánico de Akatsuka
El Jardín Botánico de Akatsuka (en japonés 板橋区立赤塚植物園 Itabashi Kuritsu Akatsuka Shokubutsuen) es un arboreto y jardín botánico de 16 hectáreas de extensión en Itabashi en la prefectura de Tokio.

## Localización
El jardín botánico se encuentra en las colinas de Akatsuka, en la zona norte de Tokio.
Se llega con la línea de "Tobu Tojo" procedente de "Ikebukuro" o la línea del subterráneo de "Yurakucho" limitada para "Kawagoe", bajar en "Shimo Akatsuka" (línea de Tojo) o "Eidan Akatsuka" (línea de Yurakucho, salida 3). 
Saliendo de cualquier estación, haga una "U" dando vuelta a la izquierda a lo largo de una calle de las compras, "Akatsuka Chuo-dori". 
Itabashi Kuritsu Akatsuka Shokubutsuen, 5-17-14 Akatsuka, Itabashi-shi, Tokio-Ken 175-0082 Japón. 
Planos y vistas satelitales.35°46′52.2″N 139°38′40.1″E / 35.781167, 139.644472
Está abierto al público diariamente. Hay que pagar una tarifa de entrada.

## Historia
Este jardín botánico se encuentra en la zona de "Itabashi" (literalmente, "puente del tablón") era ya una ciudad durante los días de los clanes de "Genji y de Heike en el siglo XII. 
Durante el periodo Edo (1603-1867), el puente del cual la ciudad se supone ha tomado el nombre registraba una circulación intensa, pues Itabashi era uno de los cuatro mayores "juku" (paradas del descanso) para los viajeros en el "Nakasendo".

## Colecciones
Este jardín botánico alberga sobre las 600 variedades de plantas y árboles, dispuestas en varias colecciones : 
- "Paseo de las coníferas"
- "Sendero de las flores silvestres"
- "Sendero de las cuatro estaciones"
- "Jardín de Bambú"
- "Jardín Manyo Yakuyo" es un Jardín botánico Manyo dedicado a las hierbas medicinales que se mencionan en la antología poética Man'yōshū.

También se puede observar la planta シュウメイギク "nirinso" (Anémona de bosque japonesa), que siempre florece en pares. 